# Rawa Mazowiecka
Rawa Mazowiecka là một thị trấn thuộc huyện Rawski, tỉnh Łódźkie ở trung tâm Ba Lan. Thị trấn có diện tích 14 km². Đến ngày 31.12.2022, dân số của thị trấn là 16090 người và mật độ 1126 người/km².